# Bellamya trochlearis
Bellamya trochlearis е вид коремоного от семейство Viviparidae.

## Разпространение
Видът е разпространен в Кения, Танзания и Уганда.